# Jiřina Hanušová
Jiřina Hanušová, známější pod přezdívkou Sally (5. srpna 1939, Jablonné nad Orlicí – 22. října 1999), byla česká publicistka a psychoterapeutka, spoluzakladatelka psychologického poradenství v Československu.

## Život
V roce 1968 založila v časopisu Mladý svět rubriku „Dopisy pro Sally“, ve které odpovídala na dotazy čtenářů týkající se řešení jejich životních situací, a vedla ji až do roku 1991. V rámci této rubriky medializovala životní příběh Jany Hrdé, která po autonehodě ochrnula na většinu těla a hrozilo jí odebrání dětí. Medializací napomohla k ponechání dětí matce a ke zlepšení postavení hendikepovaných lidí v české společnosti. Od roku 1993 pracovala v Českém rozhlase jako vedoucí vzdělávací publicistiky.